# Elson Brechtefeld
Elson Edward Brechtefeld (2 de março de 1994) é um levantador de peso nauruano que conquistou a medalha de bronze na categoria até 69 kg masculino nos Mini Jogos do Pacífico de 2013. Representou o Nauru nos Jogos Olímpicos de Verão de 2016 no Rio de Janeiro, Brasil, na categoria até 56 kg masculino.